# Carl Joseph Begas

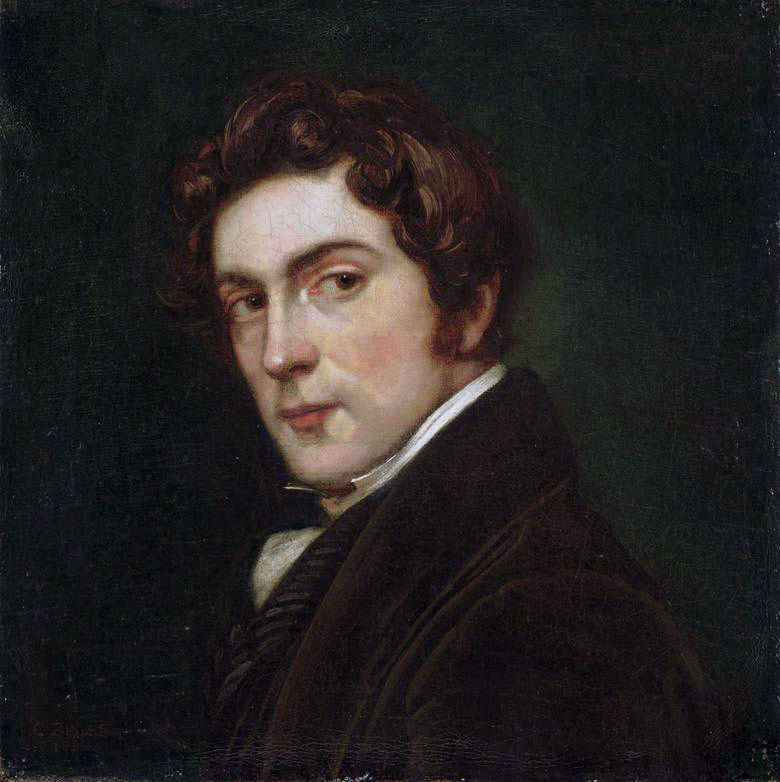
Selbstbildnis, 1826

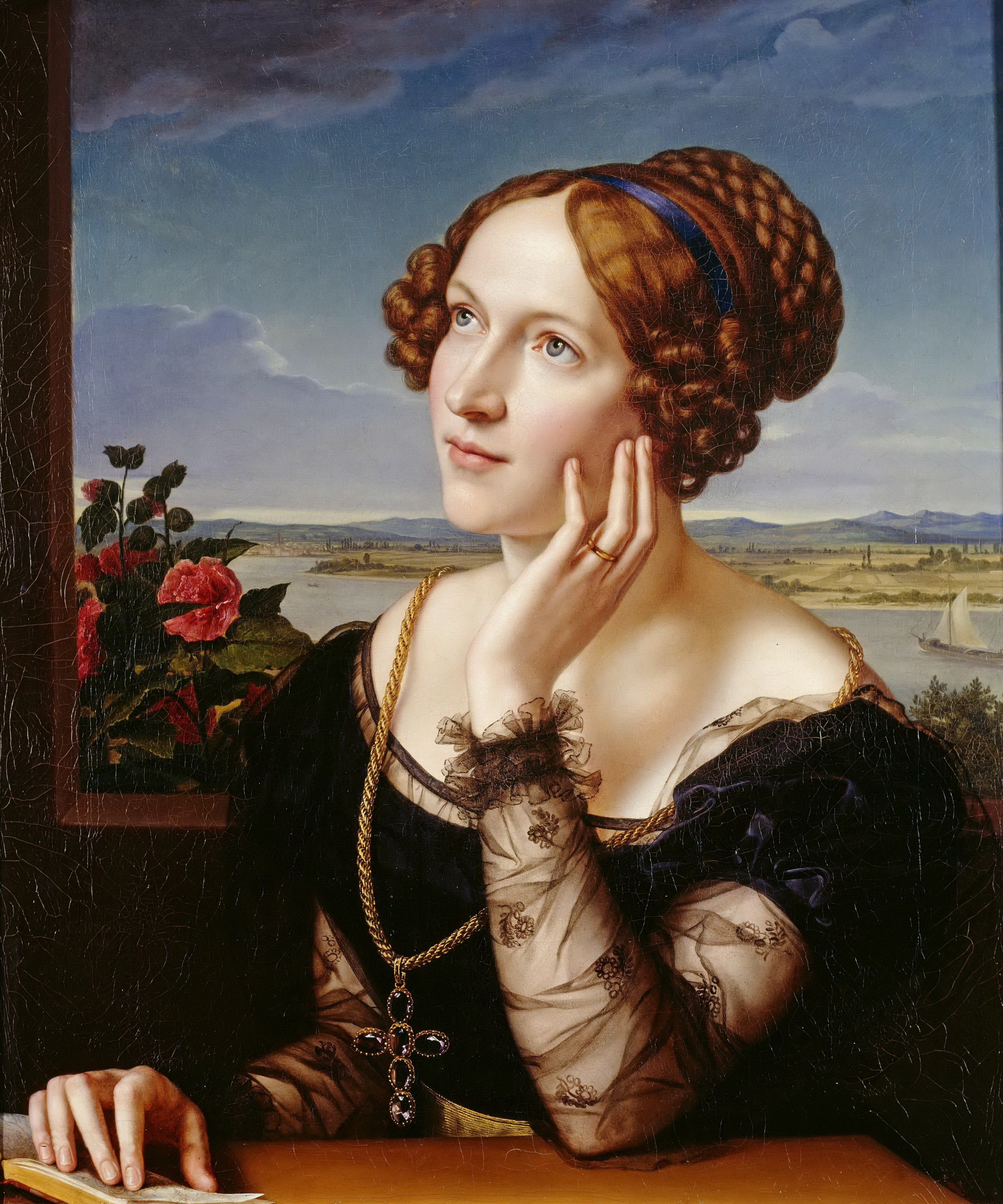
Wilhelmine Begas, 1828

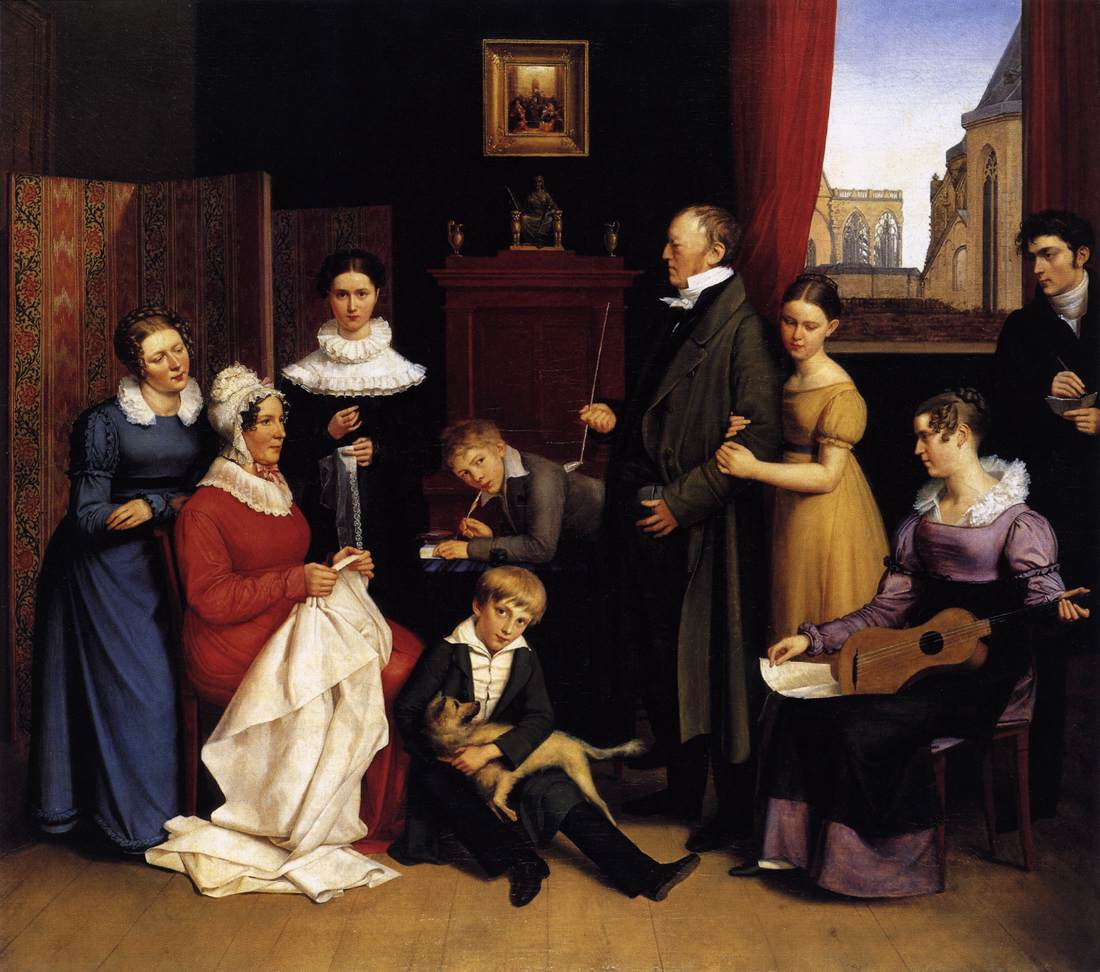
Begas im Kreis seiner Familie

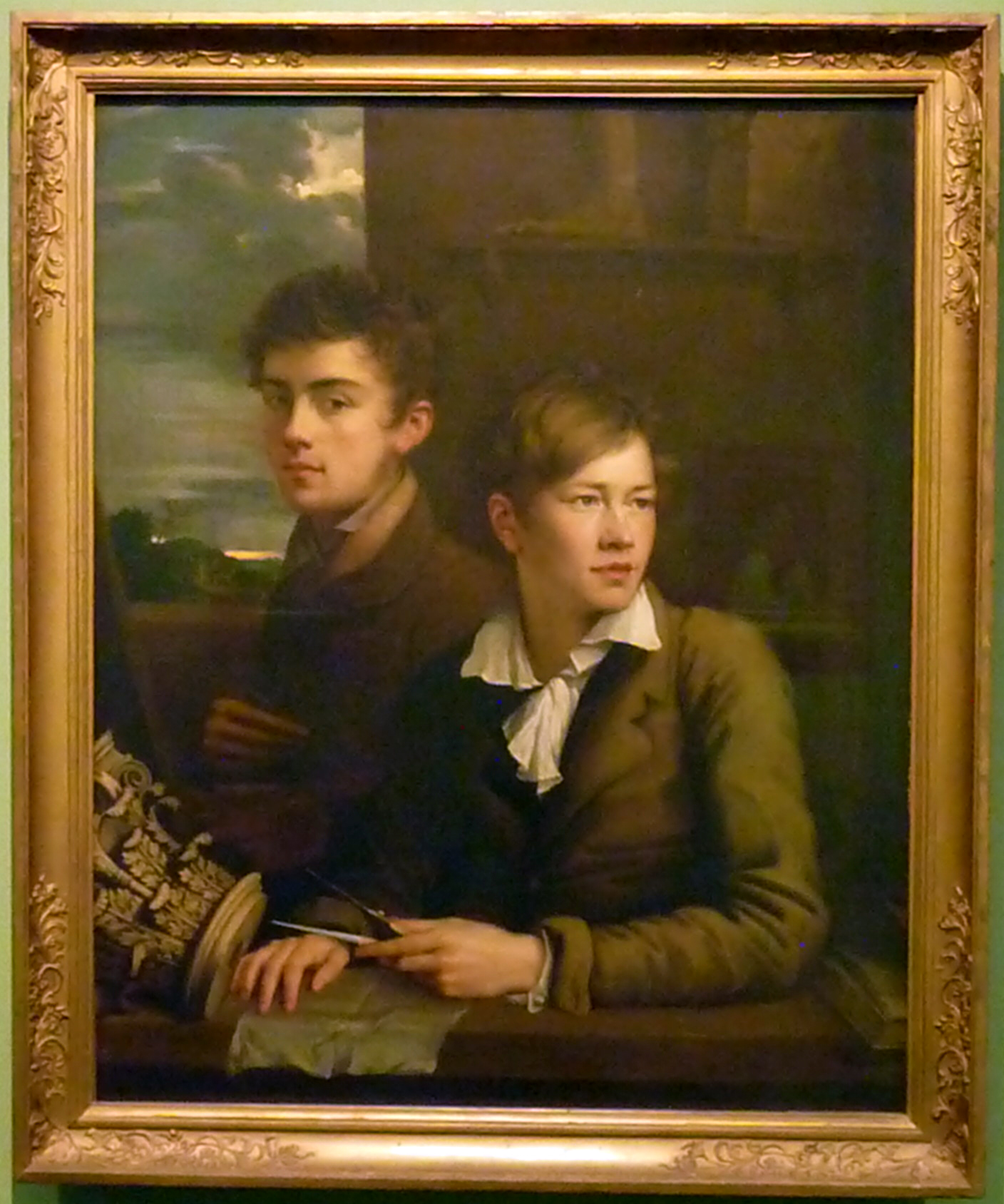
Carl Joseph Begas – Selbstbildnis mit Johann Peter Weyer (1813), Wallraf-Richartz-Museum, Köln

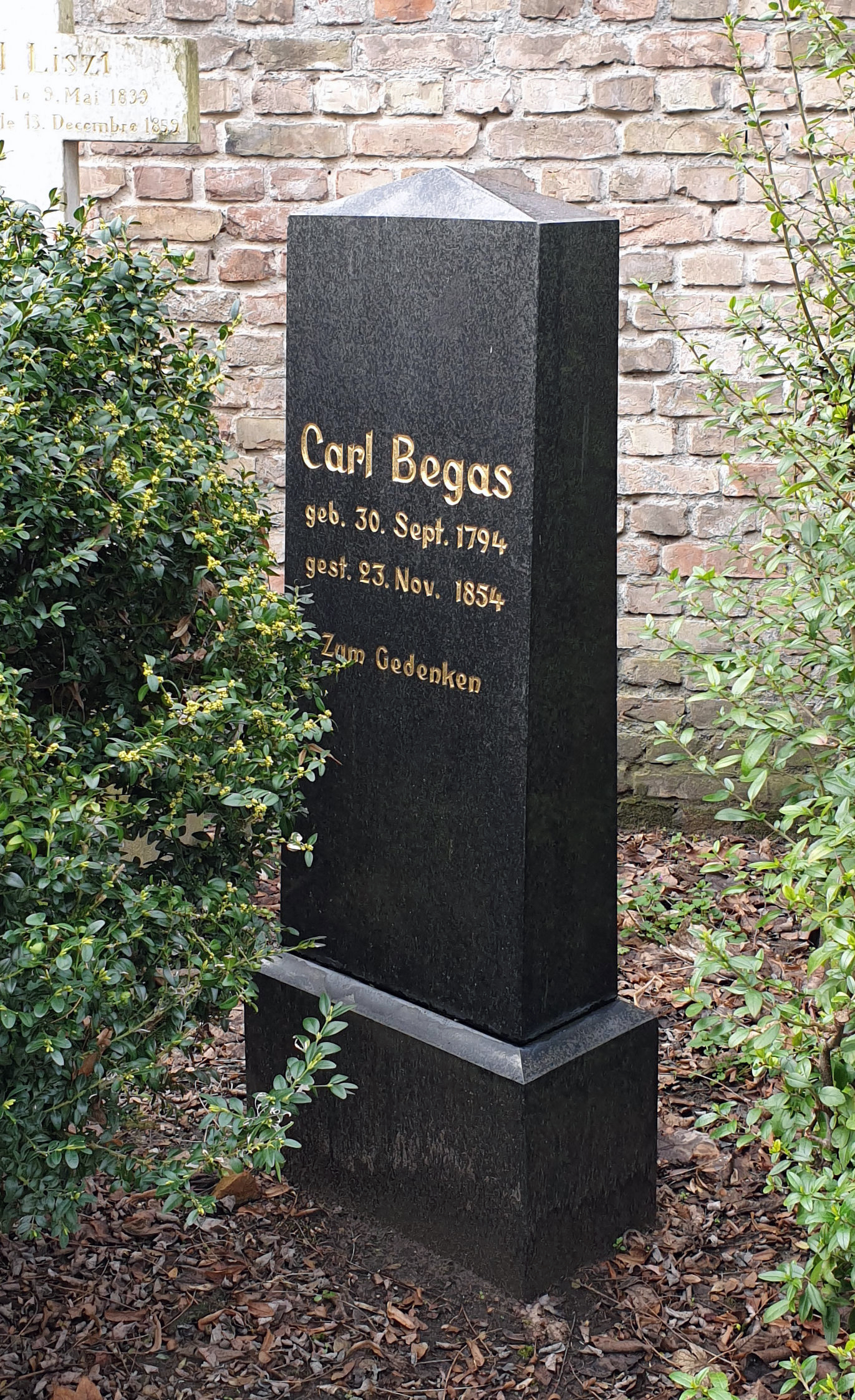
Grabstätte auf dem Alten Domfriedhof der St.-Hedwigs-Gemeinde in Berlin-Mitte

Carl Joseph Begas, eigentlich Begasse (* 30. September 1794 in Heinsberg; † 24. November 1854 in Berlin), war ein deutscher Maler. Er gilt als Stammvater einer mehrere Generationen umspannenden Künstlerdynastie und prägte die deutsche Kunst zwischen Romantik und Realismus.

## Leben
Die Familie Begasse stammte ursprünglich aus Belgien, aus der Umgebung von Verviers und Lüttich. Im Raum Heinsberg ist sie seit dem 17. Jahrhundert nachweisbar. Carl Joseph Begas(se) war das dritte Kind des Juristen Franz Anton Begasse und seiner Frau Susanne Hofstadt. Seine Kindheit verbrachte Begas in Randerath und im großelterlichen Haus Herb bei Dremmen. Mit Übersiedlung der Familie nach Köln im Jahre 1802 erhielt er dort durch den Zeichner und Miniaturmaler Franz Katz  (1782–1851) sowie später am Lyceum in Bonn bei Clemens August Philippart (1751–1825) seine erste künstlerische Ausbildung. 1813 begann er mit Johann Peter Weyer, dem späteren Kölner Stadtbaumeister, seine Ausbildung in Paris bei Antoine Jean Gros. Hier wurde 1814 der preußische König Friedrich Wilhelm III. auf ihn aufmerksam und förderte ihn von da an mit Aufträgen und Stipendien.
Begas blieb bis 1821 in Paris. In seinen ersten Arbeiten beschäftigt er sich ausschließlich mit christlichen Themen. Im vom König für die Berliner Garnisonkirche als Altarbild erworbenen Gemälde Christus am Ölberg verband er Elemente der französischen Schule mit der zeichnerischen Strenge der altdeutschen und altniederländischen Meister. Schon in dieser frühen Zeit war sein Talent als Bildnismaler voll ausgeprägt, vgl. die frühen Selbstbildnisse von 1819 bzw. 1820 im Begas Haus Heinsberg und in der Nationalgalerie Berlin.
Auf seiner durch ein Studienstipendium ermöglichten Italienreise 1822–25 schloss er sich der Malergruppe der Nazarener an. In Italien begann er auch, nicht mehr mit Begasse, sondern mit der germanisierten Form Begas zu signieren. 1825 ließ er sich dauerhaft in Berlin nieder und heiratete Wilhelmine Bock, Tochter des Berliner Schlossbaumeisters Johann Ludwig Bock. Begas’ Wohn- und Atelierhaus Am Karlsbad 10 war bald ein Treffpunkt der Berliner Gesellschaft. Schon während der Italienreise war Begas in die Berliner Akademie der Künste aufgenommen worden, 1826 wurde er zum Professor der Akademie ernannt. Die Lehrtätigkeit übte er bis zu seinem Tod im Jahre 1854 aus.
Sowohl im Bereich der Historien- und Genremalerei als auch in seinen Altarbildern und Porträts verstand es Begas, die unterschiedlichen Einflüsse seiner künstlerischen Studien in Paris und Rom miteinander in Einklang zu bringen und so wegweisend zur Entfaltung der Berliner Malerei zwischen Romantik und Realismus beizutragen. Um 1828 vollzog er unter dem Einfluss der Düsseldorfer Malerschule einen vorübergehenden stilistischen Wandel und schuf vermehrt Werke mit literarischem oder historischem Bezug, darunter das auf der bekannten Rheinsage bzw. auf Heinrich Heines Gedicht basierende Gemälde Die Lureley (1835, Heinsberg, BEGAS HAUS, Museum für Kunst und Regionalgeschichte Heinsberg) und das Historienbild Heinrich IV. in Canossa (1836, ehem. Burg Rheineck, Verbleib unbekannt), die beide zu seinen erfolgreichsten Schöpfungen zählen. Doch kehrte Begas, teils auch aus wirtschaftlichen Gründen, immer wieder zur Porträtmalerei zurück, in der er seine bedeutendsten Leistungen vollbrachte. Als die Friedensklasse des Ordens Pour le Mérite gestiftet wurde, erhielt Begas 1843 den Auftrag, die Ordensträger zu porträtieren, darunter die Bildhauer Christian Daniel Rauch und Johann Gottfried Schadow, den Philologen Jakob Grimm (beauftragt 1853) und Alexander von Humboldt (alle Potsdam, Stiftung Preußische Schlösser und Gärten Berlin-Brandenburg).
1846 ernannte Friedrich Wilhelm IV. Begas zum königlich-preußischen Hofmaler.
Begas starb im Alter von 60 Jahren nach der Rückkehr von einem Aufenthalt in Rom.
Vier Söhne ergriffen den Künstlerberuf und empfingen ihre frühesten künstlerischen Impulse im Atelier des Vaters: die Bildhauer Reinhold Begas und Carl Begas der Jüngere sowie die Maler Oscar Begas und Adalbert Begas. Drei von ihnen – Oscar, der als Porträtist und Genremaler die Nachfolge des Vaters antrat, Reinhold und Carl d. J. – waren später gleichfalls für das preußische Königshaus bzw. das Haus Hohenzollern tätig.

## Werke
Das Œuvre von Carl Joseph Begas umfasst nach heutigem Kenntnisstand mehr als 300 Gemälde und Zeichnungen. Einen bedeutenden Bestand an Gemälden, Zeichnungen und Autographen von Begas d. Ä. besitzt das Begas Haus, Museum für Kunst und Regionalgeschichte Heinsberg. Weitere Hauptwerke finden sich in der Alten Nationalgalerie Berlin, im Berliner Dom, in der Stiftung Stadtmuseum Berlin, in der Stiftung Preußische Schlösser und Gärten Berlin-Brandenburg, im Wallraf-Richartz-Museum & Fondation Corboud in Köln und im Rheinischen Landesmuseum Bonn.

## Werkauswahl
- Hl. Johannes in der Wüste, 1810, Kopie nach Raffael, Öl/Lwd., 186 × 120 cm, BEGAS HAUS, Museum für Kunst und Regionalgeschichte Heinsberg
- Selbstbildnis des Malers mit Johann Peter Weyer, 1813, Öl/Lwd., 100 × 80 cm Wallraf-Richartz-Museum & Fondation Corboud, Köln
- Die Ausgießung des Heiligen Geistes, 1818–21, Altargemälde im Berliner Dom
- Christus am Ölberg, Altarbild in der Berliner Garnisonkirche[1]
- Selbstbildnis, 1819, Öl/Lwd., 60 × 49 cm, BEGAS HAUS, Museum für Kunst und Regionalgeschichte Heinsberg
- Mädchenbildnis (Fanny Mendelssohn?), um 1821, Öl/Lwd., 54 × 45,5 cm, BEGAS HAUS, Museum für Kunst und Regionalgeschichte Heinsberg
- Die Familie Begasse, 1821, 78 × 85,5 cm Wallraf-Richartz-Museum – Fondation Corboud, Köln; eigenhändige Wiederholung im Lindenau-Museum Altenburg, als Dauerleihgabe im BEGAS HAUS, Museum für Kunst und Regionalgeschichte Heinsberg
- Die Schwestern Hufeland, um 1822, Schweinfurt, Museum Georg Schäfer
- Bildnis Bertel Thorvaldsen mit Lorbeerzweig, 1823, Öl/Pappelholz, 93 × 71,5 cm Alte Nationalgalerie Berlin; Zweitfassung in St. Petersburg, Eremitage
- Bildnis Jakob Ludwig Salomon Bartholdy, 1824, Öl/Lwd., 72 × 59 cm, BEGAS HAUS, Museum für Kunst und Regionalgeschichte Heinsberg
- Die Eltern des Künstlers, 1826, Öl/Lwd., 40,7 × 81 cm Alte Nationalgalerie Berlin
- Bildnis Wilhelmine Begas, die Gattin des Künstlers, 1828, Öl/Lwd., 66 × 56 cm Alte Nationalgalerie Berlin; eigenhändige Wiederholung von 1828 im BEGAS HAUS, Museum für Kunst und Regionalgeschichte Heinsberg
- Bildnis des Gartenbaudirektors Peter Joseph Lenné, 1830, Öl/Lwd., 59,5 × 55,5 cm Alte Nationalgalerie Berlin
- Bildnis Frau Gedike, 1830, Öl/Lwd., Alte Nationalgalerie Berlin
- Bildnisse der Schwestern Clara und Eugenie Hitzig, 1831, je 26 × 22,5 cm, Stiftung Stadtmuseum Berlin
- Amor und Terspichore (Apotheose der Tänzerin Fanny Elssler), 1832, Öl/Lwd., 206 × 165 cm, BEGAS HAUS, Museum für Kunst und Regionalgeschichte Heinsberg
- Die Bergpredigt, 1833, Öl/Lwd., BEGAS HAUS, Museum für Kunst und Regionalgeschichte Heinsberg
- Oscar Begas, der Sohn des Künstlers, im Alter von sieben Jahren an der Staffelei, 1835, Öl/Lwd., 30,5 × 25 cm Bayerische Staatsgemäldesammlungen, Neue Pinakothek
- Zwei Mädchen auf dem Berge (Blick in die Heimat), 1835, Rheinisches Landesmuseum Bonn; frühere Kleinfassung (1834) auf Kupfer bzw. Leinwand im BEGAS HAUS Heinsberg; Wiederholung in Staatliches Museum Schwerin
- Die Lureley, 1835, Öl/Lwd., 124 × 136 cm, BEGAS HAUS, Museum für Kunst und Regionalgeschichte Heinsberg
- Heinrich IV. in Canossa, 1836, ehem. Burg Rheineck, Verbleib unbekannt; eigenhändige bildmäßige Ölstudie, signiert und datiert 1833, im BEGAS HAUS, Museum für Kunst und Regionalgeschichte Heinsberg
- Christus, den Untergang Jerusalems voraussagend, 1840, Öl/Lwd., 230 × 270 cm, Verwaltung der Staatlichen Schlösser und Gärten Hessen, Schloss Bad Homburg, Schlosskirche[3]
- Bildnis Henriette Beerend, um 1840, Öl/Lwd., 120 × 90 cm, BEGAS HAUS, Museum für Kunst und Regionalgeschichte Heinsberg
- Die Mohrenwäsche, 1841, Öl/Lwd., 66 × 86 cm, BEGAS HAUS, Museum für Kunst und Regionalgeschichte Heinsberg; eine weitere eigenhändige Fassung (von ehemals sieben) in Staatliches Museum Schwerin
- Bildnis Étienne Barez, um 1842, Öl/Lwd., 65 × 62 cm, BEGAS HAUS, Museum für Kunst und Regionalgeschichte Heinsberg
- Thronender Christus mit Engeln und den vier Evangelisten, 1845, Apsisgemälde im Chor der Heilandskirche am Port von Sacrow, in situ erhalten
- Christus am Kreuz mit Maria und Johannes, 1846, Altargemälde für die Heiligkreuzkirche in Sagan, Auftrag von Dorothea von Sagan, erhalten
- Bildnis Christian Daniel Rauch, 1846, Öl/Lwd., Potsdam, Stiftung Preußische Schlösser und Gärten Berlin-Brandenburg
- Bildnis Johann Gottfried Schadow, 1847, Öl/Lwd., 105,5 × 86 cm, Potsdam, Stiftung Preußische Schlösser und Gärten Berlin-Brandenburg
- Selbstbildnis, 1848, Öl/Lwd., Wallraf-Richartz-Museum – Fondation Corboud, Köln, als Dauerleihgabe im Kölnischen Stadtmuseum
- Die Winzerfamilie, 1850, Öl/Lwd., BEGAS HAUS, Museum für Kunst und Regionalgeschichte Heinsberg (originale Bleistiftzeichnung von 1847 und kleinformatige Vorstudie ebd.)[4]
- Bildnis, 1850, Öl/Lwd.; Leopold Schoeller (1792–1884), Düren, Privatbesitz
- Christi Verrat, um 1852[5]